# Корга (средний приток Чузика)
Корга (в верховье Левая Корга) — река в Томской области России. Устье реки находится в 185 км по правому берегу реки Чузик. Длина реки составляет 62 км. Притоки — Таванга, Барацкая, Тавангинский Лог, Правая Корга, Средняя Корга.
Высота устья — 73 м над уровнем моря. Площадь водосборного бассейна — 953 км².

## Данные водного реестра
По данным государственного водного реестра России относится к Верхнеобскому бассейновому округу, водохозяйственный участок реки — Обь от впадения реки Кеть до впадения реки Васюган, речной подбассейн реки — Кеть. Речной бассейн реки — (Верхняя) Обь до впадения Иртыша.